# Нведо, Антоний Гого
Антоний Гого Нведо (англ. Anthony Gogo Nwedo CSSp; 1912 год, Колониальная Нигерия — 12 февраля 2000 года, Умуахиа, Нигерия) — католический прелат, первый епископ Умуахиа с 19 февраля 1959 года по 2 апреля 1990 год, член монашеской конгрегации Святого Духа.

## Биография
29 июля 1945 года Антоний Гого Нведо был рукоположён в священника в монашеской конгрегации Святого Духа.
19 февраля 1959 года Римский папа Иоанн XXIII назначил Антония Гого Нведо епископом Умуахиа. 17 мая 1959 года состоялось рукоположение Антония Гого Нведо в епископа, которое совершил апостольский викарий Южной Нигерии епископ Чарльз Хири в сослужении с епископом Оверри Джозефом Бреданом Веланом и титулярным епископом Иоанном Креста Аньогу.
2 апреля 1990 года Антоний Гого Нведо подал в отставку. Скончался 12 февраля 2000 года в городе Умуахиа.